# János Bédl
János Bédl (10 september 1929 – Essen, 9 december 1987) was een Hongaars voetballer en voetbaltrainer.

## Biografie
János Bédl speelde lange tijd in Nederland waar hij zich Bedly liet noemen. Als speler-trainer kwam hij uit voor het Maltese Sliema Wanderers.
Nadien werd hij trainer bij het nationale elftal van Malta, waarna hij naar de Verenigde Staten ging om trainer te worden bij de Pittsburgh Phantoms in de NSPL en de Kansas City Spurs in de NASL. Hij keerde terug naar Europa en trainde nadien nog diverse clubs in België en Duitsland.

## Carrièrestatistieken
| Seizoen         | Club            | Land            | Competitie       | Competitie | Competitie | Beker | Beker | Internationaal | Internationaal | Overig | Overig | Totaal | Totaal |
| Seizoen         | Club            | Land            | Competitie       | Wed.       | Dlp.       | Wed.  | Dlp.  | Wed.           | Dlp.           | Wed.   | Dlp.   | Wed.   | Dlp.   |
| --------------- | --------------- | --------------- | ---------------- | ---------- | ---------- | ----- | ----- | -------------- | -------------- | ------ | ------ | ------ | ------ |
| 1958/59         | Be Quick        | Nederland       | Tweede divisie B | –          | 11         | 1     | 0     | 0              | 0              | 0      | 0      | –      | 11     |
| 1959/60         | Be Quick        | Nederland       | Tweede divisie B | –          | 4          | –     | –     | 0              | 0              | 0      | 0      | –      | 4      |
| 1960/61         | DWS             | Nederland       | Eredivisie       | –          | –          | –     | 0     | 0              | 0              | 0      | 0      | –      | –      |
| 1961/62         | DWS             | Nederland       | Eredivisie       | –          | –          | –     | 0     | 0              | 0              | 0      | 0      | –      | –      |
| 1962/63         | Enschedese Boys | Nederland       | Eerste divisie   | –          | 0          | –     | 0     | 0              | 0              | 0      | 0      | –      | 0      |
| 1963/64         | MVV             | Nederland       | Eredivisie       | 2          | 0          | 0     | 0     | 0              | 0              | 0      | 0      | 2      | 0      |
| Carrière totaal | Carrière totaal | Carrière totaal | Carrière totaal  | –          | –          | –     | 0     | 0              | 0              | 0      | 0      | –      | –      |

## Erelijst

### Als speler
Be Quick
| Nationaal      |    |         |
| Tweede divisie | 1x | 1959/60 |

 Sliema Wanderers
| Nationaal     |    |                  |
| Landskampioen | 2x | 1964/65, 1965/66 |

### Als trainer
Sliema Wanderers
| Nationaal     |    |                  |
| Landskampioen | 2x | 1964/65, 1965/66 |

 Kansas City Spurs
| Nationaal     |    |      |
| Landskampioen | 1x | 1969 |